# Khafji
Ras Al Khafji (رأس الخفجي) o più semplicemente Khafji (الخفجي) è una città al confine tra Arabia Saudita e Kuwait.
Si trova in quel territorio, che prima del 1970, era la zona neutrale fra Kuwait e Arabia Saudita.

## Storia
La Arabian Oil Company, di proprietà giapponese, scoprì dei giacimenti petroliferi sottomarini nelle vicinanze che la città divenne ufficialmente parte dell'Arabia Saudita. Con un accordo Kuwait e Arabia Saudita stabilirono che entrambi i paesi avrebbero continuato ad avere diritti sulle risorse naturali presenti all'interno della zona neutrale; quando il contratto dell'Arabian Oil Company per l'esplorazione e l'estrazione in quest'area ebbe termine le operazioni di estrazione furono affidate a società per azioni che rappresentassero entrambi i paesi e si decise che la produzione venisse divisa in parti uguali.

### Guerra del Golfo
Khafji divenne nota nel 1991 durante la Guerra del Golfo in quanto fu teatro di una battaglia, la Battaglia di Khafji, tra le forze irachene e quelle della coalizione internazionale, la città fu il punto più lontano raggiunto dagli iracheni durante la guerra.